# Partido Democrático Liberal de Bosnia y Herzegovina
El Partido Democrático Liberal de Bosnia y Herzegovina (Bosnio latino: Liberalno Demokratska Stranka Bosne i Hercegovine; Bosnio cirílico: Либерално Демократска Странка Босне и Херцеговине) es un partido político liberal de Bosnia y Herzegovina. El partido es miembro del Partido de la Alianza de los Liberales y Demócratas por Europa
Lo que el partido significa:
- Por la Democracia, Estado de Derecho, los Derechos Humanos, la Tolerancia y Solidaridad.
- Por una sociedad justa, libre y abierta.
- Por una próspera Bosnia y Herzegovina dentro de una Europa próspera.
- Por un desarrollo estable y la Paz en el Mundo.